# 세계 부자 순위
세계 부자 순위(영어: The World's Billionaires)는 미국의 경제 전문지 〈포브스〉가 매년 3월에 발표한다. 목록에 게재되는 개인의 순자산은 문서화된 자산과 부채의 회계에 따라 계산되며 미국 달러에 의해 표기된다. 이 순위는 국가에서 권력과 지배적인 위치에 의해 재산을 소유하고 있는 독재자와 왕실 등은 제외되어 있다.